# 妙国寺前停留場
妙国寺前停留場（みょうこくじまえていりゅうじょう）は、大阪府堺市堺区にある阪堺電気軌道阪堺線の停留場。駅番号はHN20。

## 停留場構造
大道筋中央部に立地。単式ホームが材木町交差点を挟んで斜向かいに配置（千鳥式配置）されている。浜寺駅前方面のりばが宿屋町東1丁、恵美須町方面のりばが材木町東1丁にある。

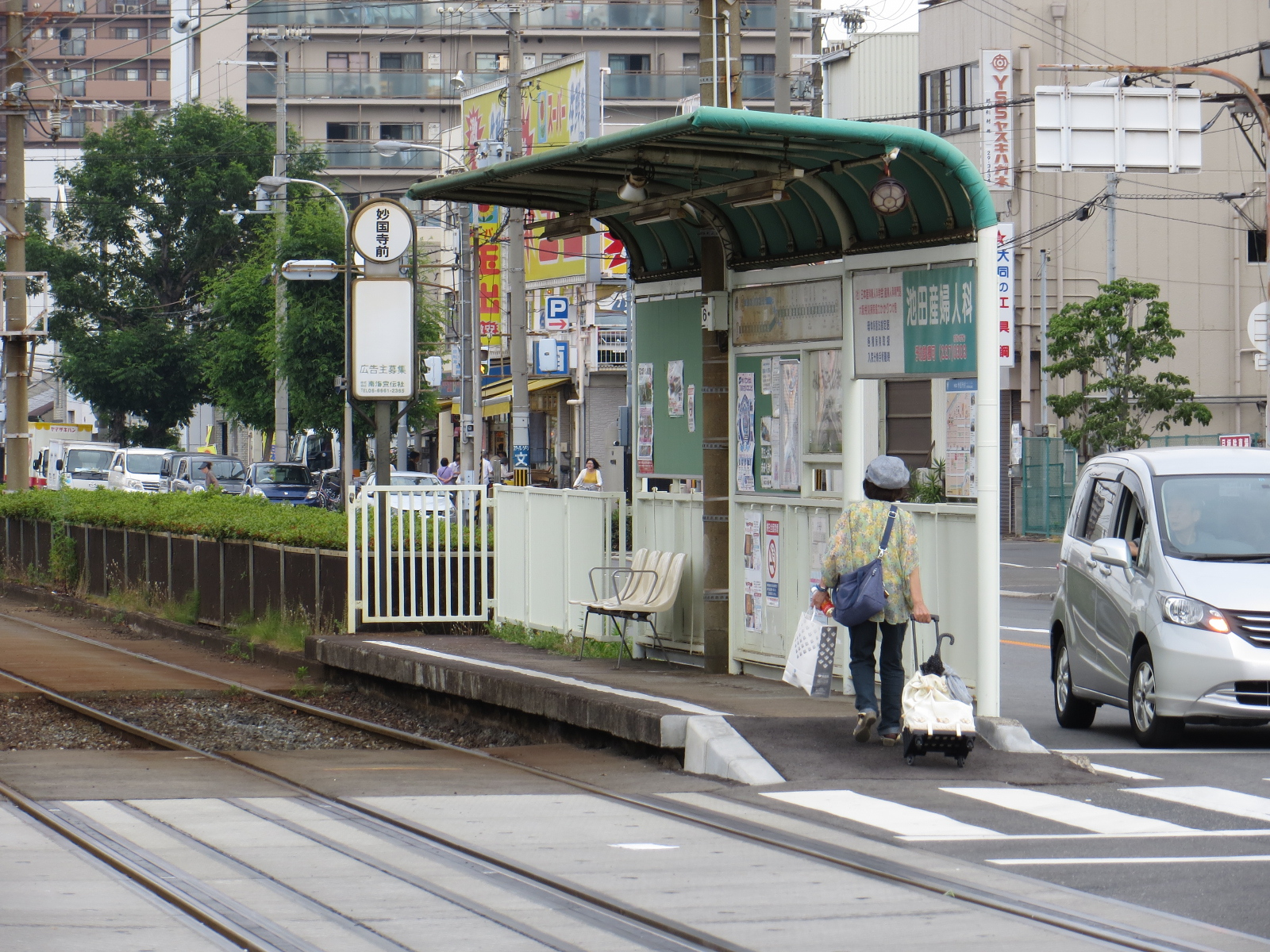
ホーム（浜寺駅前方面）
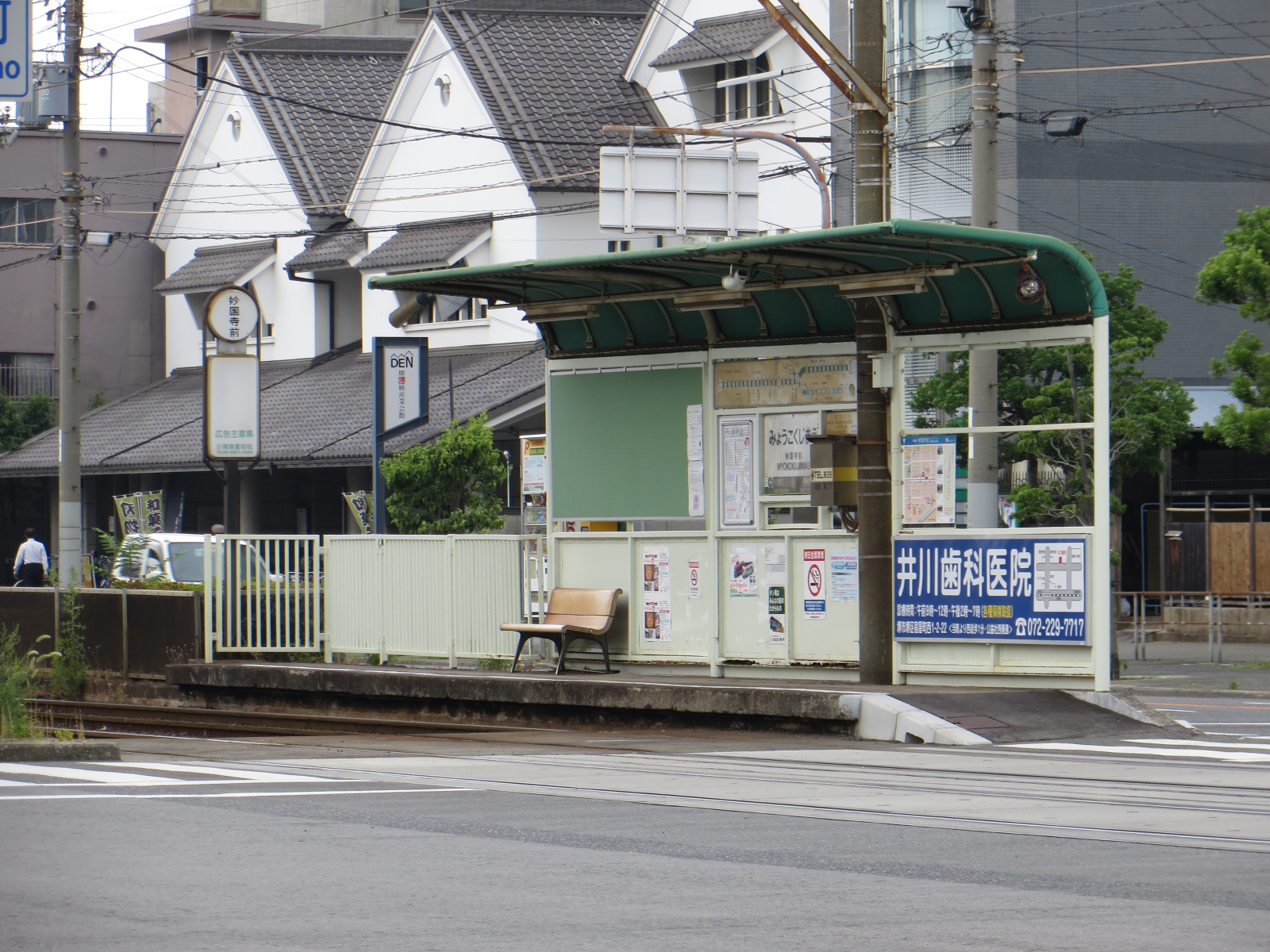
ホーム（恵美須町方面）

## 停留場周辺
並行して走る南海バスの停留所名は「材木町」である。
- 堺HAMONOミュージアム (堺刃物伝統産業会館)
- 妙国寺
- 自由同和会大阪府本部
- 堺警察署材木町交番

## 隣の停留場
阪堺電気軌道
■阪堺線
神明町停留場 (HN19) - 妙国寺前停留場 (HN20) - 花田口停留場 (HN21)
- （）内は駅番号を示す。